# 1420-ті до н. е.

## Правителі
- фараони Єгипту Тутмос III та Аменхотеп II.

## У вигадці
- Ultima II: The Revenge of the Enchantress[en] — геймплей містить подорож гравця в часі до 1423 року до н. е.

1. ↑  Ця сторінка має Властивість Вікіданих P910: категорія за темою сторінки із значенням "Category:1420s BC", але не має назви українською мовою, яку треба додати за посиланням d:Special:SetLabelDescriptionAliases/Q8092146/uk.
Докладніше: Вікіпедія:Проєкт:Вікідані; Вікіпедія:Категоризація.